# Intake
Bij een intake of intakegesprek wordt iets aangenomen voor verdere bewerking. Of iemand wordt aangenomen door een instelling. Ook een afwijzing is mogelijk.

## Inleiding
Bij een intake is het in principe al duidelijk dat de ontvangende persoon of organisatie er iets mee gaat doen, maar wat precies is nog onduidelijk. Het kan bijvoorbeeld gaan om een sollicitant, een nieuwe werknemer die hoort wat de werkzaamheden inhouden. Het kan gaan om een auto die een onderhoudsbeurt krijgt. Ook in het onderwijs wordt intake gebruikt om leerlingen op de juiste opleiding te plaatsen. Vaak wordt aan de hand van een min of meer officiële checklist een intake gehouden. Een voorbeeld is ook een testobject, een object dat getest wordt.

## Voorbeeld
Een voorbeeld is een eerste officieel kennismakingsgesprek met een contactpersoon binnen een dienstverlenende organisatie als een advocatenkantoor, garage, gemeente (keukentafelgesprek), ziekenhuis, thuiszorgdienst of welzijnsinstelling zoals bejaardentehuizen, gehandicapteninstelling, dagverzorgingscentra, Minder Mobielen Centrale, beschutte werkplaats, school enz. Het gaat dan in de meeste gevallen om een mondeling contact met een sociaal verpleegkundige of maatschappelijk werker/assistent of sociaal werker/assistent of social worker of die tewerkgesteld is op de sociale dienst van een sociale instelling. Afhankelijk van de soort voorziening kan de intake ook weleens bij de hulpbehoevende thuis plaatsvinden en gaat het desgevallend om een huisbezoek.
Tijdens zo'n verkennend gesprek wordt gepeild naar de zorgbehoefte van de (kandidaat-)cliënt en wordt er basisinformatie verstrekt over de dienstverlening. Op die manier wordt er nagegaan of de hulpvrager aan het juiste adres is voor zijn/haar probleem.
Naarmate het gesprek vordert, wordt steeds dieper ingegaan op de zorgproblematiek en wanneer de cliënt hiermee instemt, wordt een begin gemaakt met de aanleg van een (aanmeldings-)dossier aan de hand van een standaard intakeformulier waarop een aantal identificatie- of persoonsgegevens worden ingevuld alsook informatie van medische en sociaal-administratieve aard naargelang de soort instelling waar men zich aanmeldt.
Wanneer zo'n eerste contact positief wordt afgerond, worden verdere afspraken gemaakt naar de toekomst toe en worden eventueel extra gesprekken gepland. In sommige gevallen is dit de start van een kortstondig of langdurig begeleidingsproces.
Een goede intake of kwaliteitsvol intakegesprek is van cruciaal of kapitaal belang voor het verdere verloop van de hulp- of dienstverlening. Een dergelijk contact zet in veel gevallen vaak een blijvende toon voor de stijl van latere gesprekken.
Een intake kan afhankelijk van veel omgevingsfactoren vijf minuten tot vele tientallen minuten in beslag nemen. Soms wordt tijdens een eerste pril contact van enkele minuutjes een datum vastgelegd voor een (grondiger) intake wanneer de hulpverlener niet onmiddellijk voldoende tijd kan vrijmaken. 
Tijdens een intake of intakegesprek wordt door de hulpverlener reeds de basis gelegd voor een vertrouwensband die broodnodig is om een efficiënte hulp- of dienstverlening te kunnen realiseren.